# Sinner Man
Píseň „Sinner Man“ je afroamerický tradiční spirituál. První nahrávky anglické verze Sinner Man vznikly v 50. letech 20. století, poprvé byla vydána v roce 1956, kdy ji nahrál orchestr Lese Baxtera. Mezi slavné interprety patří Nina Simone nebo The Wailing Wailers a jejich reggae verze. Zazněla také v seriálu Lucifer (Netflix).
Českou verzi Soudný den nazpíval Spirituál kvintet / Karel Zich / František Nedvěd a vyšla v rámci alba Rajská zahrada v roce 1992 (Supraphon).